# Maurice Robin
Pour les articles homonymes, voir Robin.
Maurice Robin, né le 17 mai 1884 à Paris où il est mort le 28 janvier 1942, est un artiste peintre, illustrateur, lithographe et critique d'art français.

## Biographie
Fils de Marie Désirée Pliez et d'Ange François Robin, marchands de vin au 11 rue du Faubourg-Saint-Martin, Maurice Louis Ange Robin commence à livrer des illustrations et des lithographies destinées à la revue de L'Œuvre d'art international, entre 1901 et 1904 ; Louis Welden Hawkins fait même son portrait publié dans cette revue. Il livre également des dessins lithographiés au Libertaire (novembre 1902-1903), compose « les tartines » de L'Assiette au beurre, et collabore au Tutu, à La Caricature, et à Rabelais.
Installé à Boulogne-sur-Seine, il expose au Salon des indépendants à partir de 1903 — il y sera fidèle jusqu'en 1914 — des lithographies, et fait de même en 1904 ; en 1905, il montre une dizaine de dessins, figurant des scènes de genre inspirées de la banlieue parisienne et de la vie ouvrière. Il retourne aux Indépendants l'année suivante, y présentant de nouveaux dessins, une lithographie et deux peintures, figurant des paysages urbains parisiens et un portrait. Début mars 1905, il expose avec Marcel Lenoir en son atelier, en compagnie de Jean-Paul Dubray et Gaspard Maillol. En 1906, il collabore à L'Indiscret.
En 1907, il publie un recueil lithographié, des Vues de Paris, avec entre autres Maximilien Luce et Henry Ottmann. Dès février, il fréquente le phalanstère de l'abbaye de Créteil : en janvier-février 1908, il expose à Paris, en lien avec ce groupe, une toile, La Seine au Pont-Neuf et illustre pour les éditions de l'Abbaye, l'ouvrage Vers les couchants, runes et bucrânes d'Albert Verdot. 
À compter de 1909, il collabore à la revue Isis, puis aux Hommes du jour, et commence à publier des essais sur l'art et les peintres puis des catalogues d'artistes contemporains destinés à des galeries. En 1910, il publie un recueil de douze lithographies figurant les quais de Paris, avec une préface de Camille de Sainte-Croix, puis collabore à la revue illustrée Le Livre et l'Image, fondée par Debray.  
En mars 1912, il publie Cubistes et cônistes n'ont rien compris à mon K, éditée par la revue La Mêlée, une violente satire contre les tenants du cubisme ; curieusement, Robin avait côtoyé Albert Gleizes du temps de l'Abbaye. En avril, il cofonde Dessins et bois gravés, une publication mensuelle ne contenant que des dessins traduits par le bois. De son côté, L'Action dresse le portrait de son œuvre sur une pleine page.
En 1913, il rejoint la « Ghuilde Les Forgerons », portée par La Forge, un organe d'action idéaliste et un foyer d'actions artistiques, groupement de jeunes artistes et penseurs, qui voient en l'art un puissant facteur d'émancipation humaine. 
À partir de 1917, il rédige les pages arts de La Petite République, et poursuit de ses diatribes l'avant-garde, ne s'attirant pas que des amis. Il continue d'exposer ses dessins et ses gravures dans des galeries d'art parisiennes au moins jusqu'au début des années 1930.

## Œuvre

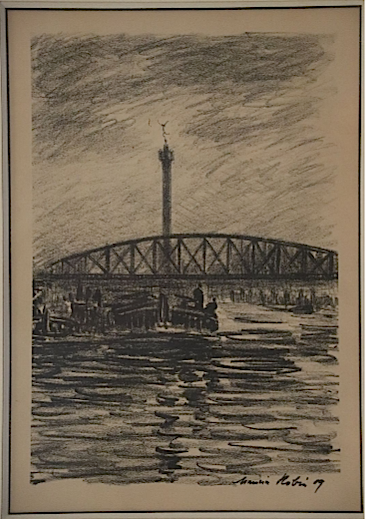
Une des Vues de la Seine (1909), lithographie.

### Essais, ouvrages illustrés et albums
- Francesco Zeppa, Les étapes : pages de révolte, lithographies, Paris, Les éditions de « l'Œuvre d'art international », 1904.
- Albert Verdot, Vers les couchants, runes et bucrânes, Paris, L'Abbaye, 1908.
- Gustave Courbet, coll. Portraits d'hier, Paris, Henri Fabre, 1909.
- Eugène Delacroix, coll. Portraits d'hier, Paris, H. Fabre, 1910.
- L'Art et le peuple, Paris, Petite Bibliothèque des « Hommes du jour », 1910.
- Vues de la Seine, suite de 12 lithographies, préf. de Camille de Sainte-Croix, Paris, H. Fabre, 1910.
- Cubistes et cônistes n'ont rien compris à mon K, Paris, éditions de La Mêlée, 1912.